# Halsaari (ö i Södra Savolax)
Halsaari är en ö i Finland. Den ligger i sjön Jukajärvi och i kommunen Jockas i den ekonomiska regionen  Pieksämäki ekonomiska region  och landskapet Södra Savolax, i den södra delen av landet, 240 km nordost om huvudstaden Helsingfors. Öns area är 7,6 hektar och dess största längd är 480 meter i nord-sydlig riktning.